# Acropternis orthonyx
Az Acropternis orthonyx a madarak osztályának verébalakúak (Passeriformes) rendjébe és a fedettcsőrűfélék (Rhinocryptidae) családjába tartozó Acropternis nem egyetlen faja.

## Rendszerezése
A fajt Frédéric de Lafresnaye francia ornitológus írta le 1843-ban, a Merulaxis nembe Merulaxis orthonyx néven.

## Alfajai
- Acropternis orthonyx infuscata Salvadori & Festa, 1899
- Acropternis orthonyx orthonyx (Lafresnaye, 1843)[2]

## Előfordulása
Dél-Amerika északnyugati részén, Kolumbia, Ecuador, Peru és Venezuela területén honos. Természetes élőhelyei a szubtrópusi és trópusi hegyi esőerdők. Állandó, nem vonuló faj.

## Megjelenése
Testhossza 21 centiméter, testtömege 81-100 gramm.

## Életmódja
Rovarokkal, pókokkal és növényi anyagokkal táplálkozik.

## Természetvédelmi helyzete
Az elterjedési területe elég nagy, egyedszáma pedig stabil. A Természetvédelmi Világszövetség Vörös listáján nem fenyegetett fajként szerepel.